# دانش (نام خانوادگی)
دانش یک نام خانوادگی است. افراد شاخص با این نام از این قرارند:
- احمد دانش، فیلسوف اهل تاجیکستان
- جهانشاه دانش، سیاست‌مدار اهل ایران
- حسن دانش (سیاست‌مدار)، نمایندهٔ دورهٔ دهم مجلس شورای اسلامی
- حسن دانش (قاری قرآن)، قاری قرآن اهل ایران
- رامتین دانش، بازیگر سینما اهل ایران
- سرور دانش، سیاست‌مدار و حقوق‌دان اهل افغانستان
- عزیز دانش راد، یهودی اهل ایران
- علی دانش منفرد، نمایندهٔ دورهٔ دهم مجلس شورای اسلامی
- علیرضا دانش سخنور، روحانی شیعه اهل ایران
- علیرضا موحد دانش، نظامی جنگ ایران و عراق
- محمد کاظم دانش، سیاست‌مدار اهل ایران

## نام‌های مشابه
- محمدحسین احمدی دانش‌آشتیانی، نمایندهٔ دورهٔ دهم مجلس شورای اسلامی
- سهیل دانش‌اشراقی، کاریکاتوریست، گرافیست و گیتاریست اهل ایران
- محمدتقی دانش‌پژوه، دانشمند اهل ایران
- داوود دانش‌جعفری، سیاست‌مدار اهل ایران
- داوود دانش‌دوست، بازیکن فوتبال اهل ایران
- مجتبی دانش‌طلب، وبلاگ‌نویس ایرانی